# St. Louis Premium Pêche
St. Louis Premium Pêche is een Belgisch bier, gebrouwen door Brouwerij Van Honsebrouck te Ingelmunster.

## Het bier
St. Louis Premium Pêche is een fruitbier met een alcoholpercentage van 2,6%. Aan traditionele geuze-lambiek wordt perzikensap toegevoegd.

## Vroegere bier en naamswijzigingen
Voor het verschijnen van St. Louis Premium Pêche produceerde brouwerij Van Honsebrouck St. Louis Peche en St. Louis Peche-Lambic (ook St. Louis Pêche-Lambic). Dit was een fruitbier van spontane gisting (op basis van lambiek), aanvankelijk met een alcoholpercentage van 3,5%. Daarna heette het St. Louis Premium Peche (zonder ^ op de e) en werd het alcoholpercentage verminderd tot 2,6%.

### Etiketbier
Van St. Louis Pêche werd een etiketbier gemaakt: Vieux Bruges Peche (voordien ook Vieux Bruges Pêche-Lambic). Dit had een alcoholpercentage van 3,5%.